# Площадь Клок Тауэр (Тхимпху)

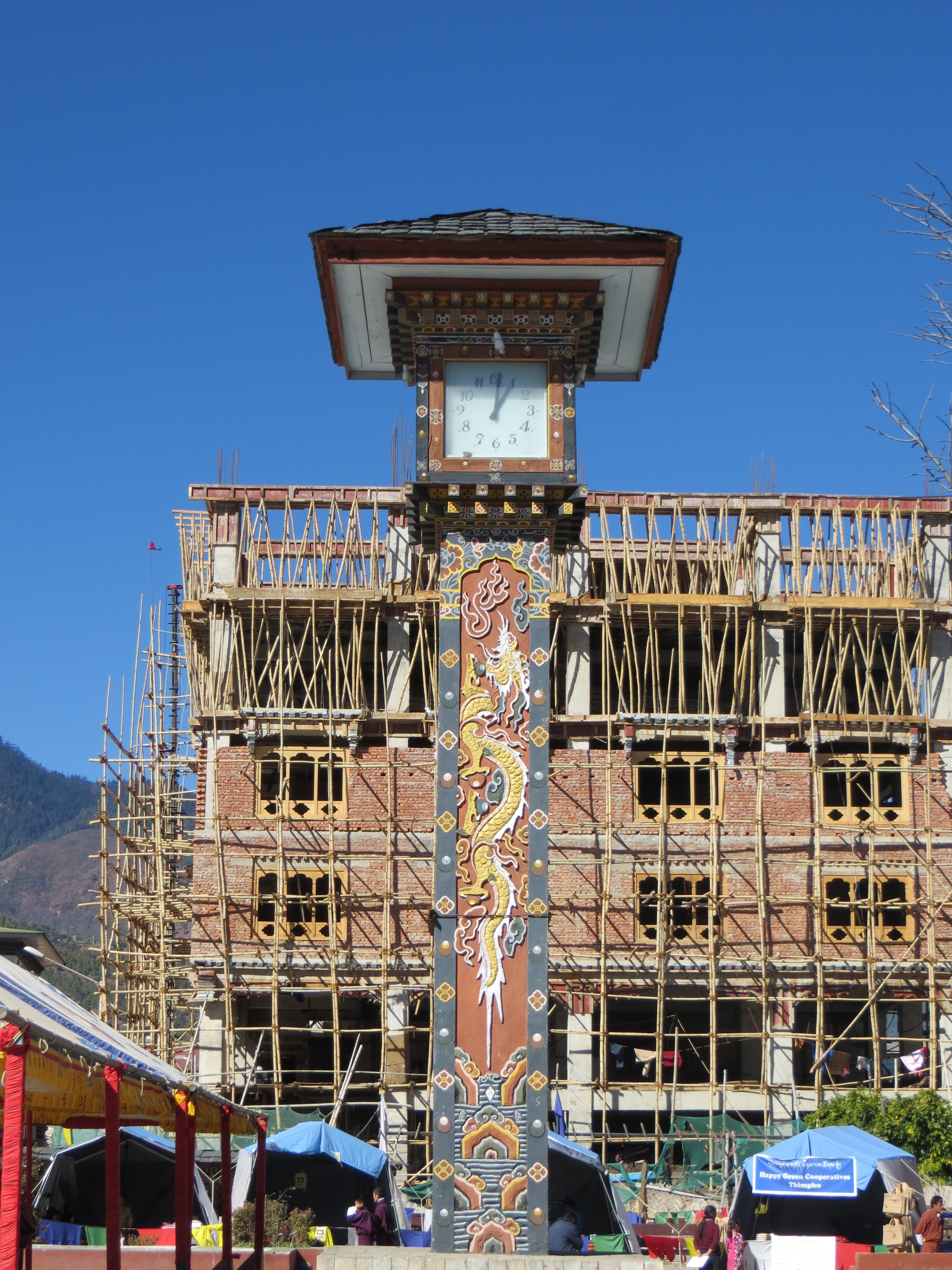
Башня, на которой размещены часы. В честь башни площадь и названа Clock Tower.

Площадь Клок Тауэр — площадь в Тхимпху, столице Бутана. На площади есть часовая башня с четырьмя циферблатами. Площадь — известный памятник Тхимпху. Вокруг площади находятся магазины, отели, рестораны.

## Расположение
Площадь расположена ниже Norzin Lam и выше Национального футбольного стадиона. Находится в центре столицы.

## Архитектура
Архитектура площади —— типичная архитектура Бутана. Используются резьба и картины. На всех четырёх сторонах башни можно увидеть драконов ручной работы с золотой росписью, которые символизирует округ как «независимое королевство драконов». На башне есть картины и резные цветы. Магазины, рестораны и отели на площади вместе с часовой башней создают облик архитектуры Бутана. Имеются арочные окна и покатые крыши. Здания вокруг площади — маленькие трехэтажные.

## Другие достопримечательности
Водные фонтаны и традиционные бутанские Mani Lhalhor (молитвенные барабаны) также находятся на этой площади. Согласно верованиям, господствующим в Бутане, их вращение приносит удачу. Площадь часто служит платформой для различных мероприятий: сбора денежных средств, церемонии выбора лучших фильмов, торговых ярмарок, музыкальных шоу. Напротив башни находится игровая площадка для детей. Также на площади проходил автопробег, призванный улучшить индийско-бутанские политические отношения..